# Tofet de Salambó
El Tofet de Salambô és el més antic santuari púnic que es conserva a Cartago de vers l'any 1000 aC, i rebia aleshores urnes i ofrenes des de la mar Egea, però després els púnics el van transformar en lloc de culte de Baal Hammon i de Tanit. En aquest lloc s'immolaven els nens de les famílies nobles destinats al sacrifici, sovint de pocs mesos o pocs anys primer pel deu Baal i a partir del segle v aC a la deessa Tanit; les seves cendres es conservaven en unes urnes, s'enterraven en el recinte sagrat. Durant el setge de Cartago per Agàtocles (310 a 307 aC) més de 500 infants foren sacrificats; s'han trobat milers d'urnes en les excavacions.
El sacrifici de nens pels cartaginesos és sol una hipòtesi, que de fet darrerament ha estat molt discutida i pràcticament descartada. La necròpolis infantil de Cartago al principi fou associada a sacrificis infantils en èpoques de crisis (ja pels mateixos romans), però no tindria cap lògica donada la gran mortalitat infantil del moment; possiblement es tracta de nens cartaginesos de menys de tres anys enterrats en una necròpolis separada, ja que fins als tres anys els nens no eren considerats homes i no podien ser enterrats en el cementiri dels homes, és a dir, a la necròpolis.